# Махабхашья
«Махабхашья» (Магабхашья; «Великий комментарий») — лингвистический трактат древнеиндийского учёного Патанджали (II в. до н. э.), посвящённый грамматике санскрита и философии языка. Представляет собой комментарий к «Восьмикнижию» («Аштадхьяи») Панини и «Варттике» Катьяяны.
Комментарий Катьяяны (III в. до н. э.) к «Восьмикнижию» не только пояснял сутры Панини и подкреплял их примерами, но и содержал критические замечания о предложенных алгоритмах, сомнения в их корректности. «Великий комментарий» Патанджали является ответом на работу Катьяяны. В этом трактате автор высказывается в поддержку Панини, возражая критике Катьяяны, в том числе ссылаясь на непогрешимость Панини.
Трактат Патанджали обширен и сложен, в Индии даже существовала пословица, что изучать «Махабхашью» — это всё равно, что править огромным царством. Махабхашья состоит из восьми частей, каждая из которых разделена на четыре главы (пады). Работа носит форму своеобразной беседы, которую ведут между собой три персонажа. Ученик задаёт вопросы, касающиеся различных проблем грамматики и философии языка. Начинающий учитель-ассистент (IAST: ācārya-deśīya) часто первым отвечает ученику. Третий персонаж, учитель, уточняет и исправляет ответы ассистента, и выносит окончательное решение. В трактате рассматриваются такие лингвистические проблемы, как различие между грамматическим и естественным родами слов, значение грамматики и природа слова. Также Патанджали проанализировал различные образцы древнеиндийской словесности, одним из первых уделил внимание формировавшимся пракритам, характеризуя их как «неправильные», «отклонившиеся от нормы» языки. Тем не менее, никаких подробностей об этих языках, кроме единичных примеров, в Махабхашье не приведено.
«Махабхашья», как и «Варттика» Катьяяны, имели большее значение для индийской лингвистики, так как сформировали понимание работы Панини у последующих поколений языковедов. В средние века комментаторы Панини в своих работах ориентировались в первую очередь на «Махабхашью» и «Варттику».
Несмотря на свою обширность, «Махабхашья» не объясняла всю грамматику Панини; кашмирец Кайята написал дополнение, не уступавшее труду Патанджали. Из этих двух сочинений составили ценный труд «Касика-вритти».

## Издания
- 1878 — издание Кильхорна (Vyâkarana-M., Бомбей, 1878—1885, в «Bombay Sanscrit Series»)[1].